# Рандо
Рандо (на немски: Rando) е алемански крал през 4 век.

## Управление
През 368 г. Рандо напада град Могонциакум (днешен Майнц), в който точно празнуват вероятно Великден или Петдесетница. Понеже император Валентиниан I с войската си се намира по това време в Трир, Рандо могъл непредпяствано да граби хора и домакинства.
Император Валентиниан провежда отмъстителен поход против Рандо. След битка, при която императорът за малко не е убит от Рандо, Валентиниан обаче побеждава.